# St. Gangolf (Bamberg)

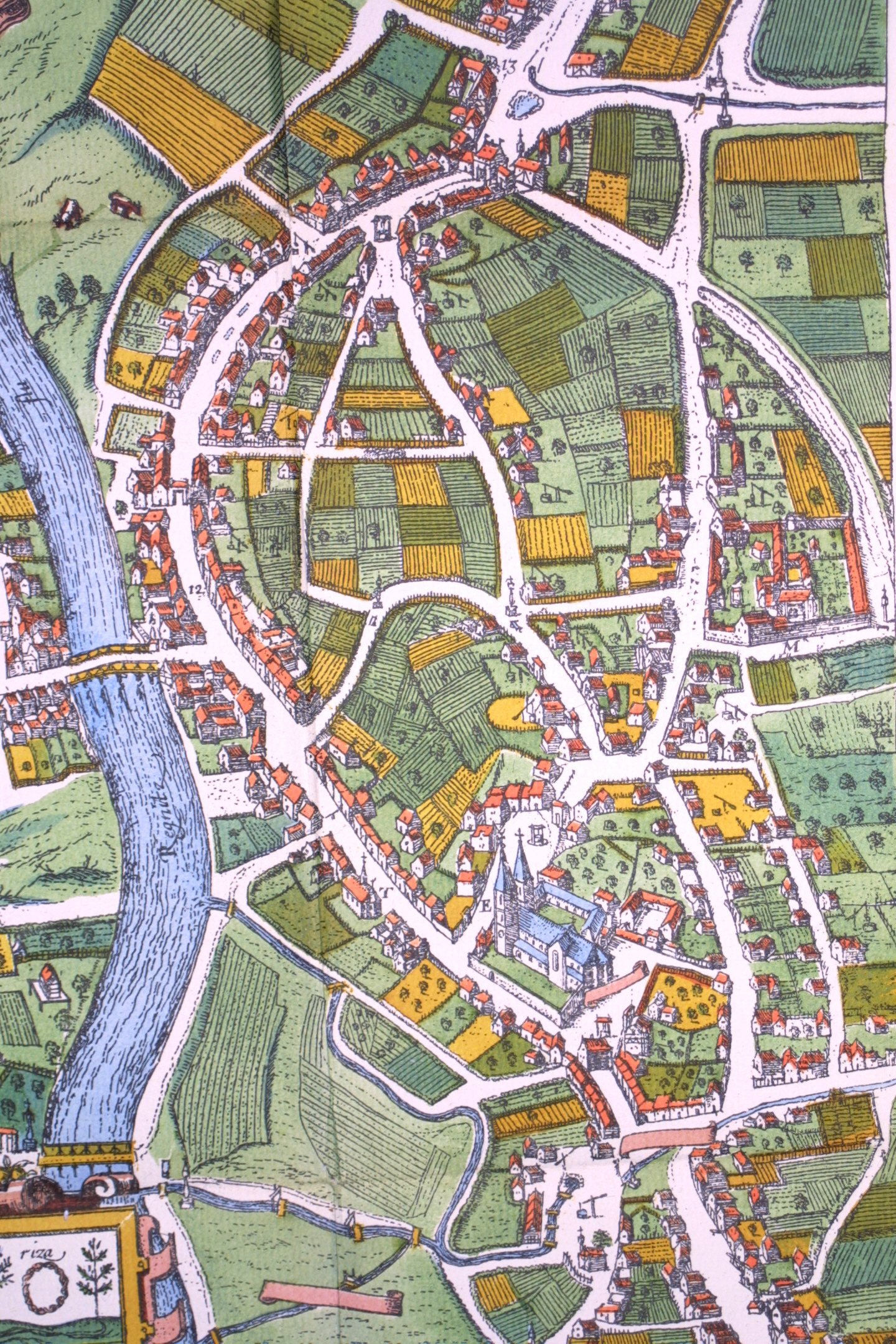
Poloha kostela na plánu města z 16. až 17. století

St. Gangolf je katolický farní kostel ve městě Bamberg.
Byl postaven jako kolegiátní kostel v podobě třílodní baziliky. Na počátku 12. století nechal biskup Otto přistavět dvě věže. Po několika stavebních úpravách lze na budově nalézt prvky období románského, gotiky, rokoka i moderny.

## Gangolf
Svatý Gangolf žil v 8. století v Burgundsku. Byl zabit ve spánku milencem své ženy. V následujících stoletích byl uctíván jako mučedník a jeho relikvie se dostaly se svatojakubskými poutníky do Německa. V kostele je uložena část jeho hlavy pocházející pravděpodobně z Eichstättu.

## Zvony
| Nr. | Jméno          | Od roku     | Zvonař                | Průměr [mm] | Váha [kg] | Ladění (16tel) |
| --- | -------------- | ----------- | --------------------- | ----------- | --------- | -------------- |
| 1   | Heinrich       | 1985        | Rudolf Perner         | 1403        | 1500      | d1 ±0          |
| 2   | Kunigunde      | 1985        | Rudolf Perner         | 1275        | 1235      | e1 −1          |
| 3   | Gangolf        | 1311        | neznámý               | 1245        | ~1500     | fis1 +3        |
| 4   | Angelus Domini | 14. století | neznámý               | 1122        | ~1100     | g1 ±0          |
| 5   | Maria          | 15. století | norimberský zvonař(?) | 926         | 505       | h1 ±0          |
| 6   | Otto           | 1985        | Rudolf Perner         | 715         | 210       | d2 ±0          |
| 7   | Gangolf        | 1985        | Rudolf Perner         | 633         | 145       | e2 +2          |

## Kněží
- Johann Schweitzer, farář a historik
- Georg Meixner, farní správce 1937–1941 a bavorský politik